# Nectria vulpina
Nectria vulpina är en svampart som först beskrevs av Mordecai Cubitt Cooke, och fick sitt nu gällande namn av Mordecai Cubitt Cooke 1882. Nectria vulpina ingår i släktet Nectria och familjen Nectriaceae.   Inga underarter finns listade i Catalogue of Life.
I den svenska databasen Dyntaxa används istället namnet Lasionectria vulpina för samma taxon.  Arten är reproducerande i Sverige.